# Rhamnus rupestris
Rhamnus rupestris är en brakvedsväxtart som beskrevs av Giovanni Antonio Scopoli. Rhamnus rupestris ingår i släktet getaplar, och familjen brakvedsväxter. Inga underarter finns listade i Catalogue of Life.